# Eisingen (Badenia-Wirtembergia)
Eisingen – miejscowość i gmina w Niemczech, w kraju związkowym Badenia-Wirtembergia, w rejencji Karlsruhe, w regionie Nordschwarzwald, w powiecie Enz, wchodzi w skład związku gmin Kämpfelbachtal. Leży ok. 7 km na północ od Pforzheim.